# Mirebeau
 Mirebeau  es una población y comuna francesa, situada en la región de Poitou-Charentes, departamento de Vienne, en el distrito de Poitiers. Es el chef-lieu del cantón de Mirebeau.

## Demografía
| 2,212 | 2,142 | 2,270 | 2,379 | 2,299 | 2,254 |
| Para los censos de 1962 a 1999 la población legal corresponde a la población sin duplicidades (Fuente: INSEE [Consultar]) |       |       |       |       |       |

## Hermanamientos
Este pueblo está hermanado con Membrilla (Ciudad Real, España).